# Neuenstadt am Kocher
Neuenstadt am Kocher är en kommun i Landkreis Heilbronn i regionen Heilbronn-Franken i Regierungsbezirk Stuttgart i förbundslandet Baden-Württemberg i Tyskland.
Staden ingår i kommunalförbundet Neuenstadt am Kocher tillsammans med kommunerna Hardthausen am Kocher och Langenbrettach.